# Гуменюк Олексій Петрович
Олексій Петрович Гуменюк (4 листопада 2002 — 9 вересня 2024) — український військовослужбовець, молодший сержант, командир 3-го відділення 3-го взводу спеціального призначення 2-ї роти 6-го батальйону спеціального призначення військової частини 3057 Національної гвардії України. Загинув у бою під час виконання бойового завдання на Донеччині. Кандидат на присвоєння звання Героя України (посмертно).

## Біографія
Народився 4 листопада 2002 року у місті Рівне. Наймолодший у родині, виріс разом із двома старшими сестрами.
Навчався у Квасилівському ліцеї. Після школи здобув спеціальність «Архітектура, будівництво, цивільна інженерія» у ВСП «Рівненський технічний фаховий коледж НУВГП».
З дитинства мріяв стати військовим, однак через проблеми зі здоров’ям не зміг вступити до військового вишу. Після початку повномасштабного вторгнення у 2022 році добровільно вступив до лав Національної гвардії України, обравши підрозділ «Азов».
Пройшов курс молодого бійця. Проявив себе як надійний товариш, якому довіряли побратими. Був щирим, турботливим, доброзичливим, любив дітей. Неодноразово відмовлявся від відпустки, кажучи: «Як я хлопців покину?».
Зник безвісти під час бойового завдання. Згодом було підтверджено, що загинув 9 вересня 2024 року поблизу села Неліпівка, Бахмутський район, Донецька область. Тіло залишалося на тимчасово окупованій території, пізніше було повернуто.
Прощання з Героєм відбулося 11 жовтня 2024 року у Рівному. Церемонія пройшла на майдані Незалежності, за участю громади, побратимів та родичів. Поховання відбулося на Алеї Героїв кладовища «Нове».

## Військова служба
Олексій користувався великою повагою серед побратимів і командування. Командир роти прислухався до його думки, підлеглі — беззаперечно виконували накази.
Проявляв ініціативу при евакуації поранених та взаємодії з іншими підрозділами ЗСУ. Надавав допомогу цивільному населенню в зоні бойових дій.

## Загибель
9 вересня 2024 року Олексій Гуменюк загинув під час виконання бойового завдання у населеному пункті Неліпівка Бахмутського району. Отримав смертельне поранення.

## Вшанування
Після загибелі ініційовано клопотання про присвоєння звання Героя України (посмертно).
11 жовтня 2024 року у Рівному відбулося прощання на майдані Незалежності. Церемонію освятили у Свято-Покровському соборі. Похований на Алеї Героїв кладовища «Нове».
Пам'ятну пісню в честь Олексія Гуменюка "Angel of Ukraine" створила команда BoB's Tune Hub.
Відео та репортажі:
- У Рівному попрощалися з 21-річним військовим Олексієм Гуменюком — YouTube-канал Сфера-ТВ
- На майдані Незалежності Рівненщина попрощалась з Героєм Олексієм Гуменюком — YouTube-канал TVRivne1 / Рівне 1
- У Рівному попрощались з військовим Олексієм Гуменюком — YouTube-канал Суспільне Рівне
- Angel of Ukraine — YouTube-канал BoB's Tune Hub